# Półwysep Melville’a

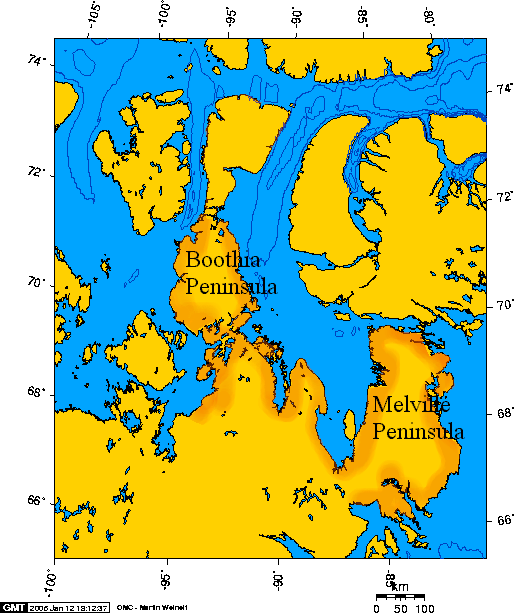
Półwyspy: Boothia i Melville’a

Półwysep Melville’a (ang. Melville Peninsula, fr. Péninsule de Melville) – półwysep w arktycznej części Kanady, położony między zatoką Boothia na zachodzie a Basenem Foxe’a na wschodzie. Wchodzi w skład terytorium Nunavut. Zajmuje powierzchnię około 65 tys. km². Porasta go tundra. Najważniejszą miejscowością na półwyspie jest Hall Beach.